# Ліга чемпіонів УЄФА з футзалу
Ліга чемпіонів УЄФА з футзалу (англ. UEFA Futsal Champions League) — щорічний турнір, що визначає найсильніший клуб Європи з футзалу. Проводиться під егідою УЄФА починаючи з сезону 2001/2002, коли він прийшов на зміну Турніру європейських чемпіонів з футзалу під назвою Кубок УЄФА. З сезону 2018/19 турнір отримав нову назву — Ліга чемпіонів УЄФА. Є головним і єдиним клубним турніром УЄФА з цього виду спорту.

## Історія турніру

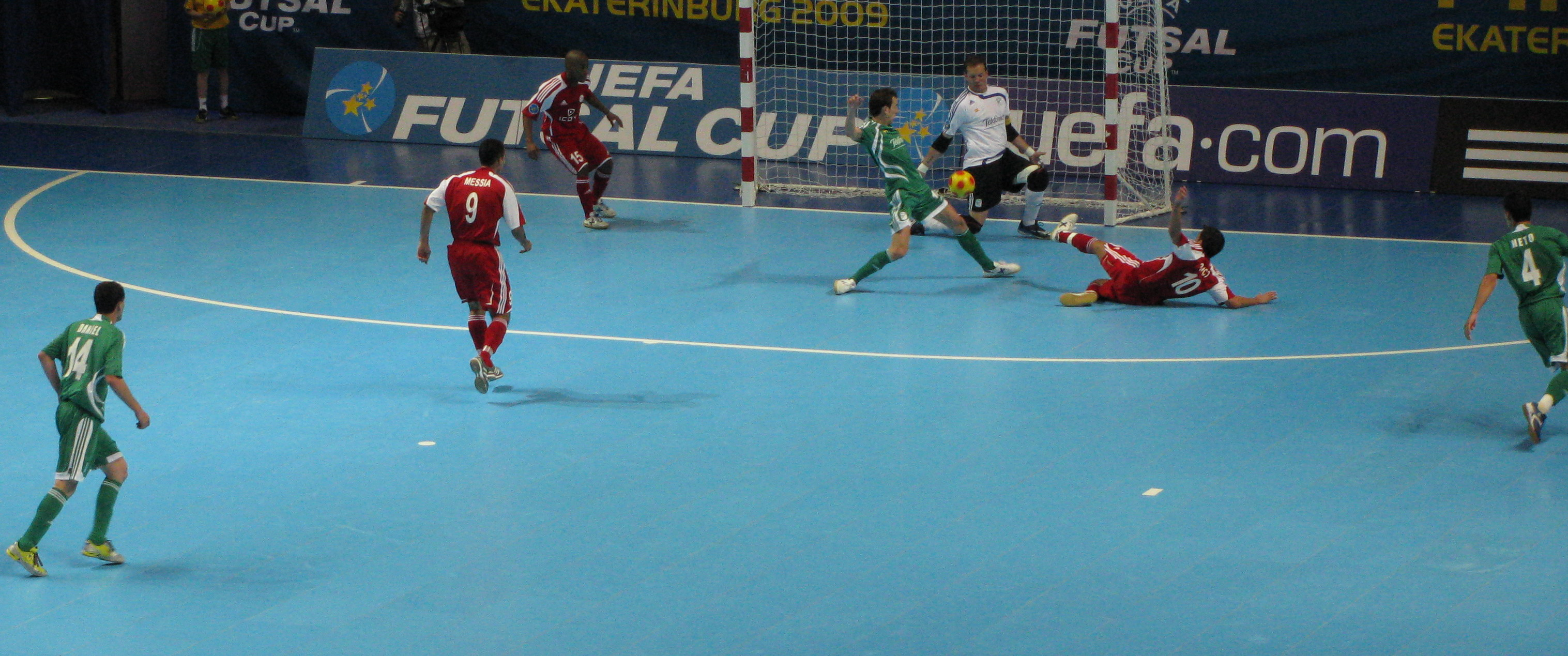
Півфінальний матч Кубка УЄФА між «Кайратом» та «Бумеранг Інтерв'ю» (Єкатеринбург, 24.04.2009)

Перший трофей був розіграний у сезоні 2001/02 в Лісабоні. Тоді у відбірковому раунді змагалося 27 чемпіонів своїх країн, а у фінальній частині взяло участь вісім команд, розділених на дві групи. У фінальному поєдинку зійшлися переможці цих груп: іспанський «Плайас де Кастельон» і бельгійський «Аксьон 21». Перемога з рахунком 5:1 дозволила іспанцям стати першими переможцями турніру. У сезоні 2002/03 у першому відбірковому раунді брали участь 30 команд. Вони були поділені на вісім груп, переможці яких виходили у другий відбірковий раунд. У цьому раунді визначилися фіналісти, і ними знову стали «Плайас де Кастельон» і «Аксьон 21». Цього разу переможця визначали два матчі, але це не завадило іспанцям повторити торішній тріумф. У сезоні 2003/04 з'явився попередній раунд. Його переможці кваліфікувалися у відбірковий раунд, кількість учасників якого стало рівна 32-м, що дозволило поділити їх на вісім рівних груп. В іншому формат турніру не зазнав змін. Перемогу тоді в третій раз поспіль святкували іспанці:«Бумеранг Інтерв'ю» здолав португальську «Бенфіку» із загальним рахунком 7:5.
У сезоні 2004/05 покінчити з гегемонією іспанських клубів вдалося «Аксьон 21», що раніше вже двічі програвав у фіналах. Цього разу бельгійський клуб святкував перемогу, в додатковий час здолавши московське «Динамо» із загальним рахунком 10:9. Формат наступного турніру зазнав деяких змін: тепер з двох груп другого відбіркового раунду виходили вже по дві команди. Після цього півфінали і фінал двома матчами послідовно виявляли фіналістів і володаря Кубка. Найкращим клубом Європи в тому році став «Бумеранг Інтерв'ю», який обіграв «Динамо» із загальним рахунком 9:7.
У сезоні 2006/2007 формат турніру отримав сучасний вигляд, а також вперше в турныру взяло участь 40 команд. В залежності від рівня чемпіонату, команди вступали в боротьбу за трофей з попереднього або основного раунду, де розігрувалися путівки в елітний раунд. Потрапити до нього можна було і одразу, але право на це отримали тільки чотири клуби, які згодом і перемогли у своїх групах, вийшовши в «Фінал Чотирьох». У 2007 році переможцем вперше став російський клуб: «Динамо» взяв реванш у «Бумеранг Інтерв'ю», обігравши його з рахунком 2:1. Переможці всіх протистоянь Фіналу Чотирьох відтепер визначалися за допомогою одного матчу. В цьому сезоні донецький «Шахтар» показав досі неперевершений результат в українському футзалі — вийшов у півфінал, де гідно конкурував з іспанським «Бумеранг Інтерв'ю», а його гравець Сергій Ситін став найкращим бомбардиром турніру, забивши 10 голів у 6 матчах.
У сезоні 2007/08 в турнірі брало участь вже 44 команди, проте формат турніру не змінився. І знову переможцем став російський клуб: єкатеринбургському «ВІЗ-Сінара» вдалося в серії пенальті обіграти іспанський «Ель-Посо», після того як основний і додатковий час закінчився з рахунком 4:4.
У сезоні, що закінчився тріумфом єкатеринбурзької команди, «Бумеранг Інтерв'ю» вперше з 2001 року не представляв країну на європейській арені. Зголоднівши за міжнародними перемогам, гравці іспанського клубу змели зі свого шляху усіх суперників в сезоні 2008/09, перемігши у всіх п'яти матчах із загальним рахунком 27:4. У фіналі з рахунком 5:1 був переможений чинний володар трофею «ВІЗ-Сінара» і, таким чином, мадридці завоювали кубок втретє — таким результатом окрім них похизуватися ніхто не може.
Сезон 2009/10 був повен несподіванок. На відміну від попереднього сезону, коли у всіх чотирьох групах Елітного раунду перемогу здобули команди з більш високим рейтингом, в цьому сезоні відразу три фаворити не зуміли пройти в наступну стадію, таким чином вперше після введення «Фіналу Чотирьох» в четвірку найсильніших потрапили команди Італії («Лупаренсе»), Португалії («Бенфіка») і Азербайджану («Араз»). У фіналі зійшлися «Бенфіка» і титулований іспанський «Інтер Мовістар», де всупереч прогнозам вдалося перемогти португальцям.
Сезон 2010/11 також був багатим на сенсації. Вперше в історії у півфінал турніру не пробилася жодна іспанська команда. Зате пробилося одразу дві португальських — «Бенфика» і «Спортінг». Але перемогу в турнірі здобув не хтось із них, а дебютант єврокубків — італійський клуб «Монтезільвано», який по черзі здолав обидва португальських клуби.
Сезон 2011/12 обійшовся без несподіванок і кубок знову повернувся до Іспанії. Переможцем стала «Барселона», яка з першої ж спроби виграла турнір, фінальна частина якого проходила на її майданчику в Лериді.
У 2013 році вперше в своїй історії трофей виграв казахстанський «Кайратом», а в сезоні 2014/15 йому вдалося повторити цей успіх. Між цими тріумфами казахстанського клубу у 2015 році свій другий Кубок УЄФА завоювала іспанська «Барселона».
У 2016 році Кубок УЄФА завоював дебютант турніру — російський клуб «Газпром-ЮГРА».

## Формат турніру
Турнір починається з двох етапів. У першому раунді, який називається попереднім, визначаються групи за жеребом (у групі може бути 3 або 4 команди, залежно від кількості учасників). У цьому етапі беруть участь команди із країн з найгіршим коефіцієнтом УЄФА. Кожна команда грає одна з одною і команда з найбільшою кількістю очок проходить далі. Решта — вилітають. Другий раунд, який називається основним, складається з шести груп по чотири команди, з яких класифікуються тільки перші дві з кожної групи.
Третій раунд називається елітний. У ньому беруть участь 12 клубів, які пройшли попередні етапи, чемпіон минулого року, і представники трьох країн з найвищим коефіцієнтом УЄФА. В цілому 16 команд, що беруть участь у чотирьох групах. Матчі в кожній із груп проводяться на полі одного з чотирьох учасників групи. Тільки переможець кожної групи проходить у фінал — «Фінал чотирьох», що визначить переможця. Якщо у матчі за третє місце після 40 хвилин гри нічия, то одразу пробивається серія пенальті, у інших іграх додається десять хвилин додаткового часу і, якщо це необхідно, то після цього пробиваються пенальті. Ця система розіграшу діє з сезону 2006/07.
Кожну країну може представляти тільки одна команда, як правило, переможець національного чемпіонату. Крім того, переможець останнього Кубка УЄФА може взяти участь, щоб виграти титул. УЄФА щороку оновлює таблицю коефіцієнтів, згідно з якою команди з ліг, які мають найвищі коефіцієнти, потрапляють безпосередньо у Елітний раунд. У 2011 році лігами з найбільшим коефіцієнтом були Національна ліга футзалу (Іспанія), Суперліга (Росія) і Чемпіонат РК (Казахстан).

## Трофей
Трофей Кубок УЄФА з футзалу зроблений на металевій основі, у верхній частині розташовано м'яч з оргскла, на якому зображено логотип турніру, який відображає динамічність і гармонію футзалу. Трофей важить 7,5 кг і становить 40 см у висоту. Круглий металевий каркас і підніжжя кубку показують відмінності між матовою і блискучою поверхнями, підкреслюючи форму і шляхетність його зовнішнього вигляду.
Переможець отримує зменшену копію кубку. Трофей зберігається у переможця турніру рік і його мають повернути в УЄФА за два місяці до початку фінального етапу наступного турніру. УЄФА відповідає за гравіювання на трофеї назв клубів переможців. Клуб може мати копію трофею, якщо на ній буде чітко вказано, що це копія і за розміром вона буде не більша за 4/5 розміру оригінального трофею. Оригінальний трофей залишається тільки у тих клубів, які виграли турнір тричі поспіль або п'ять разів загалом.
Дизайн трофею: Blue Infinity (Женева).

## Фінали Кубка УЄФА з футзалу
| Сезон   | Місто               |                     | Фінал           | Фінал     | Фінал                          |                                | Півфіналісти                   | Півфіналісти |
| Сезон   | Місто               | Золото              | Рахунок         | Срібло    | Бронза                         |                                |                                |              |
| 2001—02 | Лісабон             | Плайас де Кастельон | 5:1             | Аксьон 21 | Спортінг МНК Спліт             | Спортінг МНК Спліт             | Спортінг МНК Спліт             |              |
| 2002—03 | Кастельйон Шарлеруа | Плайас де Кастельон | 1:1 6:4         | Аксьон 21 | Бумеранг Інтерв'ю Прато        | Бумеранг Інтерв'ю Прато        | Бумеранг Інтерв'ю Прато        |              |
| 2003—04 | Торрехон Лісабон    | Бумеранг Інтерв'ю   | 4:1 3:4         | Бенфіка   | Плайас де Кастельйон Аксьон 21 | Плайас де Кастельйон Аксьон 21 | Плайас де Кастельйон Аксьон 21 |              |
| 2004—05 | Шарлеруа Москва     | Аксьон 21           | 4:3 6:6 (д. ч.) | Динамо    | Бумеранг Інтерв'ю Ель-Посо     | Бумеранг Інтерв'ю Ель-Посо     | Бумеранг Інтерв'ю Ель-Посо     |              |
| 2005—06 | Алькала Москва      | Бумеранг Інтерв'ю   | 6:3 3:4         | Динамо    | Кайрат Шахтар                  | Кайрат Шахтар                  | Кайрат Шахтар                  |              |

| Сезон   | Місто        |                    | Фінал        | Фінал              | Фінал              |                | Півфіналісти   | Півфіналісти | Півфіналісти |
| Сезон   | Місто        | Золото             | Рахунок      | Срібло             | Бронза             | Рахунок        | 4-те місце     |              |              |
| 2006—07 | Мурсія       | Динамо             | 2:1          | Бумеранг Інтерв'ю  | Ель-Посо           | 1:1 пен. 4:3   | Аксьон 21      |              |              |
| 2007—08 | Москва       | ВІЗ-Сінара         | 4:4 пен. 3:2 | Ель-Посо           | Динамо             | 5:0            | Кайрат         |              |              |
| 2008—09 | Єкатеринбург | Бумеранг Інтерв'ю  | 5:1          | ВІЗ-Сінара         | Кайрат             | 1:0            | Динамо         |              |              |
| 2009—10 | Лісабон      | Бенфіка            | 3:2 ОТ       | Інтер Мовістар     | Араз               | 2:2 (пен. 5:4) | Лупаренсе      |              |              |
| 2010—11 | Алма-Ата     | Монтезільвано      | 5:2          | Спортінг           | Кайрат             | 3:3 (пен. 5:3) | Бенфіка        |              |              |
| 2011—12 | Лерида       | Барселона Алуспорт | 3:1          | Динамо             | Марка Футзал       | 3:3 (пен. 4:3) | Спортінг       |              |              |
| 2012—13 | Тбілісі      | Кайрат             | 4:3          | Динамо             | Барселона Алуспорт | 4:1            | Іберія Стар    |              |              |
| 2013—14 | Баку         | Барселона Алуспорт | 2:5 (д. ч.)  | Динамо             | Араз               | 6:4            | Кайрат         |              |              |
| 2014—15 | Лісабон      | Кайрат             | 3:2          | Барселона Алуспорт | Спортінг           | 8:3            | Діна           |              |              |
| 2015—16 | Ґвадалахара  | Газпром-ЮГРА       | 4:3          | Мовістар Інтер     | Бенфіка            | 2:2 (пен. 2:0) | Пескара        |              |              |
| 2016—17 | Алмати       | Мовістар Інтер     | 7:0          | Спортінг           | Кайрат             | 5:5 (пен. 3:2) | Газпром-ЮГРА   |              |              |
| 2017—18 | Сарагоса     | Мовістар Інтер     | 5:2          | Спортінг           | Барселона Ласса    | 7:1            | Раба ЕТО       |              |              |
| 2018—19 | Алмати       | Спортінг           | 2:1          | Кайрат             | Барселона Ласса    | 3:1            | Мовістар Інтер |              |              |
| 2019—20 | Барселона    | Барселона Ласса    | 2:1          | Ель-Посо           | КПРФ               | 2:2 (пен. 3:1) | Тюмень         |              |              |

| Сезон   | Місто |          | Фінал   | Фінал           | Фінал                   |                         | Півфіналісти            | Півфіналісти |
| Сезон   | Місто | Золото   | Рахунок | Срібло          | Бронза                  |                         |                         |              |
| 2020—21 | Задар | Спортінг | 4:3     | Барселона Ласса | Мовістар Інтер і Кайрат | Мовістар Інтер і Кайрат | Мовістар Інтер і Кайрат |              |

| Сезон   | Місто  |                 | Фінал          | Фінал           | Фінал   |         | Півфіналісти  | Півфіналісти | Півфіналісти |
| Сезон   | Місто  | Золото          | Рахунок        | Срібло          | Бронза  | Рахунок | 4-те місце    |              |              |
| 2021—22 | Рига   | Барселона Ласса | 4:0            | Спортінг        | Бенфіка | 5:2     | Аньєр-Вільнев |              |              |
| 2022—23 | Пула   | Пальма Футзал   | 1:1 (пен. 5:3) | Спортінг        | Бенфіка | 4:3     | Андерлехт     |              |              |
| 2023—24 | Єреван | Пальма Футзал   | 5:1            | Барселона Ласса | Бенфіка | 6:3     | Спортінг      |              |              |

## Рекорди і статистика

### За країнами і клубами

Гравці «Бумеранг Інтерв'ю» — переможці Кубка УЄФА 2005/2006

| Країна     | Переможець | Фіналіст | Клуби, що перемогли                                        |
| ---------- | ---------- | -------- | ---------------------------------------------------------- |
| Іспанія    | 11         | 7        | Мовістар Інтер (5), Барселона (4), Плайас де Кастельон (2) |
| Росія      | 3          | 6        | Динамо (1), ВІЗ-Сінара (1), Газпром-ЮГРА (1)               |
| Португалія | 3          | 5        | Спортінг (2), Бенфіка (1)                                  |
| Казахстан  | 2          | 1        | Кайрат (2)                                                 |
| Бельгія    | 1          | 2        | Аксьон 21 (1)                                              |
| Італія     | 1          | 0        | Монтезільвано (1)                                          |

### Найкращі бомбардири
| Сезон   | Гравець                                       | Клуб                             | Голи |
| ------- | --------------------------------------------- | -------------------------------- | ---- |
| 2001-02 | Хоан Лінарес                                  | Плайас де Кастельон              | 13   |
| 2002-03 | Андре Вандерлей                               | Аксьон 21                        | 15   |
| 2003-04 | Андре Вандерлей                               | Аксьон 21                        | 19   |
| 2004-05 | Сергій Іванов                                 | Динамо Москва                    | 14   |
| 2005-06 | Предраг Райїч                                 | Марбо                            | 12   |
| 2006-07 | Сергій Ситін                                  | «Шахтар»                         | 10   |
| 2007-08 | Карім Балі                                    | Топспорт                         | 13   |
| 2008-09 | Самір Махухі                                  | Блок Бевервейк                   | 9    |
| 2009-10 | Жоел Кейруш                                   | Бенфіка                          | 12   |
| 2010-11 | Шимель Віта-Нзака                             | Кремлен-Бісетра                  | 16   |
| 2011-12 | Іон Аль-Іоані                                 | Дьор                             | 13   |
| 2012-13 | Амар Зуггагі Бетіньо Дініс Пінейро Ален Фетич | Антверпен Спортінг Париж Литія   | 10   |
| 2013-14 | Бетіньо                                       | Спортінг Париж                   | 11   |
| 2014-15 | Кафе Дмитро Прудніков Тобе                    | Спортінг Париж Діна Баку Юнайтед | 10   |
| 2015-16 | Едер Ліма                                     | Газпром-ЮГРА                     | 13   |
| 2016-17 | Болінья Ален Фетич Нене Рамі Тіркконен        | Араз Брезьє АПОЕЛ Сієві          | 9    |
| 2017-18 | Халім Сельманай                               | Лібурні                          | 13   |
| 2018-19 | Міхал Кубик                                   | Рекорд                           | 10   |
| 2019-20 | Ренан Мантеллі                                | Омонія                           | 16   |
| 2020-21 | Петро Шотурма                                 | Продексім                        | 7    |

| Сезон   | Гравець              | Команда              | Голи | Пос.   |
| ------- | -------------------- | -------------------- | ---- | ------ |
| 2006–07 | Келсон               | «Динамо» (Москва)    | 2    | [ 6 ]  |
| 2006–07 | Пула                 | «Динамо» (Москва)    | 2    | [ 6 ]  |
| 2006–07 | Карім Шайбай         | Аксьон 21            | 2    | [ 6 ]  |
| 2007–08 | Ільдар Макаєв        | ВІЗ-Сінара           | 2    | [ 7 ]  |
| 2007–08 | Владислав Шаяхметов  | ВІЗ-Сінара           | 2    | [ 7 ]  |
| 2007–08 | Дмитро Прудніков     | ВІЗ-Сінара           | 2    | [ 7 ]  |
| 2007–08 | Сісо                 | Ель Посо Мурсія      | 2    | [ 7 ]  |
| 2008–09 | Шумахер              | Інтер Мовістар       | 3    | [ 8 ]  |
| 2009–10 | Жоел Кейруш          | Бенфіка              | 3    | [ 9 ]  |
| 2009–10 | Арналдо              | Бенфіка              | 3    | [ 9 ]  |
| 2010–11 | Лео Сантана          | Кайрат               | 3    | [ 10 ] |
| 2011–12 | Вілде                | Барселона Алуспорт   | 3    | [ 11 ] |
| 2012–13 | Фумаса               | Кайрат               | 4    | [ 12 ] |
| 2013–14 | Адріано Фолья        | Араз                 | 3    | [ 13 ] |
| 2014–15 | Ескердінья Лео Алекс | Діна Кайрат Спортінг | 4    | [ 14 ] |
| 2015–16 | Андрій Афанасьєв     | Газпром-ЮГРА         | 3    | [ 15 ] |
| 2016–17 | Рікардіньо           | Мовістар Інтер       | 4    |        |
| 2017–18 | Ескердінья           | Барселона Ласса      | 3    | [ 16 ] |
| 2018–19 | Дієгіньо             | Спортінг             | 3    | [ 16 ] |
| 2019–20 | Янар Асадов          | КПРФ                 | 2    | [ 17 ] |
| 2020–21 | Феррао               | Барселона Ласса      | 5    | [ 18 ] |

## Рекорди

### Найкращі бомбардири в історії турніру
Інформація станом на 4 травня 2021 року.
| Місце | Гравець           | Клуби                                       | Голи |
| ----- | ----------------- | ------------------------------------------- | ---- |
| 1     | / Андре Вандерлей | «Аксьон 21»/«Футзал Шателіно»               | 54   |
| 2     | / Лусіо           | «Аксьон 21»/«Іберія Стар»/«Футзал Шателіно» | 50   |
| 3     | Рікардіньо        | «Бенфіка»/«Мовістар Інтер»                  | 49   |
| 4     | Віталій Борисов   | АММК/«Олімпік»/«Араз»/«Економац»            | 45   |
| 5     | Шумахер           | «Бумеранг Інтерв'ю»                         | 41*  |
| 6     | / Сіріло          | «Динамо»                                    | 41   |
| 7-9   | Лео               | «Аксьон 21»                                 | 40   |
| 7-9   | Арналду Перейра   | «Бенфіка»/«Нікарс»/«Баку Юнайтед»           | 40   |
| 7-9   | Алекс             | «Аксьон 21»/«Спортінг»                      | 40   |
| 10    | Маркіньо          | «Бумеранг Інтерв'ю»                         | 39   |

- Не враховано чотири голи, забиті у матчі, результат якого був анульований

### Найкращі бомбардири фінальних турнірів (з 2007 року)
| Місце | Гравець          | Клуби                                 | Голи |
| ----- | ---------------- | ------------------------------------- | ---- |
| 1     | / Ескердінья     | «Діна»/«Барселона»                    | 10   |
| 2     | Феррао           | «Барселона»                           | 9    |
| 3     | Рікардіньо       | «Бенфіка»/«Мовістар Інтер»            | 8    |
| 4-5   | / Адріано Фолья  | «Монтезільвано»/«Марка Футзал»/«Араз» | 7    |
| 4-5   | Дієгіньо         | «Динамо»/«Спортінг»                   | 7    |
| 6-9   | / Фумаса         | «Кайрат»                              | 6    |
| 6-9   | Вілде            | «Ель Посо Мурсія»/«Барселона»         | 6    |
| 6-9   | / Дієго Кавінато | «Спортінг»                            | 6    |
| 6-9   | Серхіо Лосано    | «Барселона»                           | 6    |

### Рекордсмени за кількістю матчів
Інформація станом на 16 квітня 2018 року
| Місце | Гравець          | Клуби                                       | Матчі |
| ----- | ---------------- | ------------------------------------------- | ----- |
| 1     | / Лусіо          | «Аксьон 21»/«Іберія Стар»/«Футзал Шателіно» | 69    |
| 2     | Різван Фарзалієв | «Олімпік»/«Араз»/«Баку Юнайтед»             | 66    |
| 3     | Міхал Мареш      | «Прамен»/«ЕРА-ПАК»                          | 65    |
| 4     | Жоау Матуш       | «Спортінг»                                  | 60    |
| 5     | Рікардіньо       | «Бенфіка»/«Мовістар Інтер»/ACCS             | 59    |
| 6     | Роман Мареш      | «Прамен»/«ЕРА-ПАК»                          | 58    |
| 7     | Віталій Борисов  | АММК/«Олімпік»/«Араз»/«Економац»            | 57    |
| 8-9   | / Лео            | «Кайрат»/«Спортінг»                         | 56    |
| 8-9   | Макс             | «ЕРА-ПАК»                                   | 56    |
| 10-12 | / Сіріло         | «Динамо»/«Локомотив» (Даугавпілс)           | 55    |
| 10-12 | Део              | «Спортінг»/«Актобе»                         | 55    |
| 10-12 | Петер Галько     | «Слов-Матік»                                | 55    |
| 13    | Луїс Амадо       | /«Мовістар Інтер»                           | 54    |

### Рекордсмени за кількістю матчів у фінальних турнірах (з 2007 року)
| Місце | Гравець                | Клуби                        | Матчі |
| ----- | ---------------------- | ---------------------------- | ----- |
| 1-2   | Жоау Матуш             | «Спортінг»                   | 15    |
| 1-2   | Айкардо                | «Барселона»                  | 15    |
| 3-4   | Габріел                | «Мовістар Інтер»/«Барселона» | 14    |
| 3-4   | Серхіо Лосано          | «Барселона»                  | 14    |
| 5-11  | / Сіріло               | «Динамо»                     | 12    |
| 5-11  | / Лео                  | «Кайрат»/«Спортінг»          | 12    |
| 5-11  | Даніел Шираїші         | «Мовістар Інтер»/«Барселона» | 12    |
| 5-11  | Дієго                  | «Барселона»                  | 12    |
| 5-11  | Хесус Ерреро           | «Мовістар Інтер»             | 12    |
| 5-11  | Карлос Ортіс           | «Мовістар Інтер»             | 12    |
| 5-11  | Дінмухамбет Сулейменов | «Кайрат»                     | 12    |
| 12    | Тату                   | «Динамо»                     | 11    |

### Індивідуальний рекорд результативності
- За весь турнір: / Андре Вандерлей («Аксьон 21») проти «Олімпіка» (7.10.2003) — 10 голів
- У фінальній стадії з чотирьох команд:  Алекс («Спортінг») проти «Діни» (матч за третє місце, 26.04.2015); / Лео («Кайрат») проти «Діни» (півфінал, 24.04.2015) — по 4 голи

### Наймолодший гравець, що виходив на майданчик
- Панайотіс Пауріс  Атіна 90 (Атіна 90 — Тайм, 3.10.2010, 13 років 9 місяців і 17 днів)

### Наймолодший автор голу
- Панайотіс Пауріс  Атіна 90 (Атіна 90 — Тайм, 3.10.2010, 13 років 9 місяців і 17 днів)

### Найстаріші гравці, що виходили на майданчик
- Афраніо / Вітіс (Вітіс — Тітоград, 26.08.2017, 46 років 4 місяці і 22 дні)[20]
- Джанлука Джерлоні  Тре Фйорі (Тре Фйорі — Енкамп, 26.08.2017, 44 роки 8 місяців і 8 днів)[21]
- Роман Мареш  ЕРА-ПАК (Раба ЕТО — ЕРА-ПАК, 14.10.2017, 42 роки 6 місяців і 30 днів)[22]
- Хосе Марі  Лінкс (Трансільванія Дублін — Лінкс, 26.08.2017, 42 роки 2 місяці і 12 днів)[23]
- Міхал Мареш  ЕРА-ПАК (Раба ЕТО — ЕРА-ПАК, 14.10.2017, 41 рік 8 місяців і 11 днів)[24]
- Делян Койчев  Левскі (Левскі — Шармтроллан, 26.08.2017, 41 рік 6 місяців і 1 день)[25]
- Дмитро Скіперський / Анжи (Флямуртарі — Анжи, 30.08.2014, 41 рік 4 місяці і 1 день)

### Найстаріші гравці, що були в заявці на матч
- Афраніо / Вітіс (Вітіс — Тітоград, 26.08.2017, 46 років 4 місяці і 22 дні)
- Джанлука Джерлоні  Тре Фйорі (Тре Фйорі — Енкамп, 26.08.2017, 44 роки 8 місяців і 8 днів)
- Роман Мареш  ЕРА-ПАК (Раба ЕТО — ЕРА-ПАК, 14.10.2017, 42 роки 6 місяців і 30 днів)
- Дмитро Ренін  Анжи (Флямуртарі — Анжи, 30.08.2014, 42 роки 4 місяці і 10 днів)

### Найстаріші автори голів
- Афраніо / Вітіс (Діфферданж — Вітіс, 24.08.2017, 46 років 4 місяці і 20 днів)[26]
- Делян Койчев  Левскі (Левскі — TMT, 23.08.2017, 41 рік 5 місяців і 26 днів)[27]
- Дмитро Скіперський / Анжи (Флямуртарі — Анжи, 30.08.2014, 41 рік 4 місяці і 1 день)[28]

### Найбільша перемога
- За весь турнір: Олімпік — Аксьон 21 3:44, 7.10.2003, КУЄФА-2004
- У фінальній стадії з чотирьох команд: Спортінг — Мовістар Інтер 0:7, фінал КУЄФА-2016/17

### Найвища відвідуваність
| Місце | Арена        | Кількість глядачів | Матч                     | Дата       |
| ----- | ------------ | ------------------ | ------------------------ | ---------- |
| 1     | Алмати Арена | 12090              | Барселона Ласса — Кайрат | 26.04.2019 |
| 2     | МЕО Арена    | 12076              | Барселона — Спортінг     | 24.04.2015 |
| 3     | МЕО Арена    | 9400               | Бенфіка — Інтер Мовістар | 25.04.2010 |

- Не в рамках фінальних турнірів: «Кайрат» — «Реал Рієті» (2016/17, елітний раунд, Алмати) — 6 500

### Найшвидший гол
- Педру Карі  Спортінг (Спортінг — Шарлеруа, 20.11.2014, 4 секунда)[30]

### Рекорд відвідуваності Фіналу чотирьох
- Фінал чотирьох КУЄФА-2015 — 29207 глядачів (чотири гри)

### Найбільша кількість фіналів чотирьох на одній арені
- МЕО Арена, Лісабон, Португалія — 3 турніри

### Найбільша кількість матчів в одному місті
- Лісабон, Португалія — 4 матчі

### Найбільша кількість голів у Фіналі чотирьох
- Фінал чотирьох КУЄФА-2015 — 35 голів

### Найбільша кількість півфіналів серед клубів
- Мовістар Інтер — 10

### Найбільша кількість перемог у турнірі серед тренерів
- Какау  (Кайрат), Фаустіно Перес  (Плайас де Кастельон), Хесус Канделас  (Бумеранг Інтерв'ю), Марк Кармона  (Барселона), Нуно Діас  (Спортінг)  — 2

### Найбільша кількість фіналів серед гравців
- Габріел  (Бумеранг Інтерв'ю/Барселона) — 7

### Найбільша кількість півфіналів серед гравців
- Габріел  (Бумеранг Інтерв'ю/Барселона) — 9

### Найбільша кількість перемог у турнірі
- Габріел  (Бумеранг Інтерв'ю/Барселона) — 4[31]

### Найбільша кількість перемог серед гравців
- Лусіо / (Аксьон 21/Іберія Стар/Футзал Шателіно) — 42

### Найстаріший гравець, заявлений на сезон
- Веролюб Дугаліч  (Економац, сезон 2014/15) — 59 років[32][33]

### Найстаріший головний тренер
- Мухамед Порічанін  (Центар, сезон 2014/15) — 61 рік[34]

### Тільки фінальні турніри (з сезону 2006/07)
- Найбільш віковий гравець: / Андрій Тверякін («Араз») проти «Лупаренсе», 25 квітня 2010, 43 роки і 50 днів
- Найбільш дорослий автор голу:  Хаві Родрігес («Барселона») проти «Спортінгу», 27.04.2012, 38 років і 32 дні
- Наймолодший гравець:  Марко Каверцан («Марка Футзал») проти «Спортінгу», 29.04.2012, 17 років і 262 дні
- Наймолодший автор голу:  Зікі Те («Спортінг») проти «Барселони», 03.05.2021, 19 років і 244 дні